# 폐어류
폐어(肺魚類, lungfish)는 부레가 폐를 대신해 부레로 숨을 쉬는 것이 가능한 물고기를 말한다. 물이 마르면  진흙 속으로 들어가 고치를 만들고 체내에 저장된 영양을 조금씩 섭취한다. 오스트레일리아, 아프리카, 아마존강 등에서 서식한다. 고생대 데본기 때 나타났고, 수중과 육상 동시에 살 수 있으므로 오늘날의 양서류와 파충류의 조상으로 여겨지고 있다. 워낙 생명력이 강해서 사하라 사막 주변의 강에 사는 폐어는 주위의 물이 모두 말라버리는 덥고 건조한 기간 동안 진흙에서 버티면서 비가 올 때까지 여름잠을 잔다. 심지어 진흙을 사용한 진흙집 벽에서 4년을 버티다가 폐어가 결국 살아서 유유히 강으로 돌아오기도 한다.

## 현존하는 종
폐어아강 (Dipnoi) - 폐어
- 케라토두스목 (Ceratodontiformes)
  - 오스트레일리아폐어과 (Neoceratodontidae 또는 Ceratodontidae) - 오스트레일리아폐어
    - 오스트레일리아폐어속 (Neoceratodus)
      - 오스트레일리아폐어 (Neoceratodus forsteri)
- 레피도시렌목 (Lepidosireniformes)
  - 남아메리카폐어과 (Lepidosirenidae) - 남아메리카폐어
    - 남아메리카폐어속 (Lepidosiren)
      - 남아메리카폐어 (Lepidosiren paradoxa)

  - 아프리카폐어과 (Protopteridae) - 아프리카폐어
    - 아프리카폐어속 (Protopterus)
      - 표범폐어 또는 프로톱테루스 에이티오피쿠스 (Protopterus aethiopicus)
      - 서아프리카폐어 또는 프로톱테루스 안넥텐스 (Protopterus annectens)
      - 동아프리카폐어 또는 프로톱테루스 암피비우스 (Protopterus amphibius)
      - 반점아프리카폐어 또는 프로톱테루스 돌로이 (Protopterus dolloi)

## 진화
약 420백만 년 전, 데본기에, 양기관어와 네 발짐승의 마지막 공통 조상이 두 개의 별도의 진화 라인으로 분리되었는데, 현재 남아있는 육사리문어의 조상은 조금 더 일찍 사기각어류의 시조로부터 분리되었다. Youngolepis와 Diabolepis, 그들의 연령은 419-417백만 년 전, 초기 데본기인 로흐코비아모 (Lochkovian), 지금까지 알려진 가장 오래된 양기관어 중 하나이며, 양기관 생선들이 먹이 사슬에 단단한 껍질을 가진 동물 (듀로파기)을 포함시키는 데 매우 초기 단계에서 적응했음을 보여준다.
Dipterus, 가장 오래된 양기관어 중 하나,는 현대 호주의 양기관어와 유사한 잎 모양의 가슴지느러미와 복지느러미를 갖고 있어, 초기 형태에도 비슷한 기능성 폐가 있었을 것으로 합리적으로 추측할 수 있다.
가장 초기의 양기관어들은 바다 생물이었다. 거의 모든 양기관어는 석탄기 이후에는 담수 환경에 서식한다. 양기관어들이 바다 생태계에서 담수 생태계로 이동한 것은 적어도 두 번이었을 것으로 추정된다. 현재 살아있는 모든 양기관어의 마지막 공통 조상은 아마 석탄기 후기, 약 300백만 년 전에 살았을 것이며, 가장 오래된 왕관 그룹의 대표자들은 페름기에 알려져 있다.